# HD 225276
HD 225276，又名BD+25 5068，SAO 73731、HR 9109，是一颗位於飛馬座的恒星，视星等为6.25，位于銀經110.22，銀緯-35.07，其B1900.0坐标为赤經23h 59m 47.1s，赤緯+26° -35.07′ 33″。